# Gobius roulei
Gobius roulei е вид бодлоперка от семейство Попчеви (Gobiidae). Видът не е застрашен от изчезване.

## Разпространение и местообитание
Разпространен е в Албания, Босна и Херцеговина, Испания (Балеарски острови), Италия (Сардиния), Кипър, Португалия, Словения, Хърватия и Черна гора.
Обитава крайбрежията на океани и морета. Среща се на дълбочина от 320 до 385 m.

## Описание
На дължина достигат до 8 cm.